# Cannomois virgata
Cannomois virgata là một loài thực vật có hoa trong họ Restionaceae. Loài này được (Rottb.) Hochst. mô tả khoa học đầu tiên năm 1845.